# Entomoftorals
Els entomoftorals (Entomophthorales) són un ordre de fongs entomoftoromicots de la classe entomoftoromicets (Entomophthoromycetes). Anteriorment van ser classificats dins la classe Zygomycetes, avui en desús.
El mot Entomophthorales deriva del grec i significa "destructor d'insectes" (entomo, insecte i phthor, destructor).
La majoria d'espècies dels Entomophthorales són patògens dels insectes. Unes poques ataquen nematodes, àcars i tardígrads, i algunes espècies, particularment del gènere, Conidiobolus, són sapròtrofs de vida lliure.

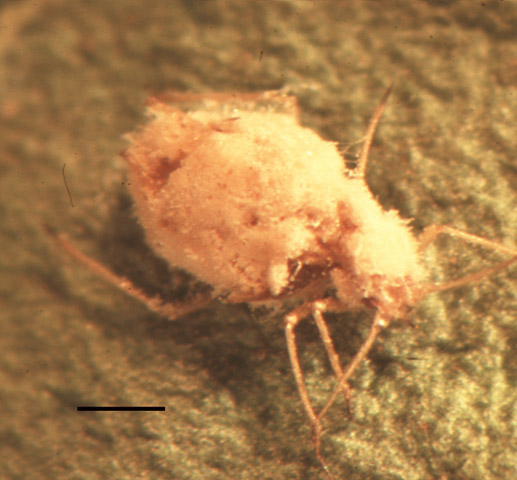
Àfid del presseguer. Myzus persicae, matat pel fong Pandora neoaphidis (Entomophthorales) Escala de la barra = 0,3 mm.

## Algunes espècies
- Basidiobolus ranarum, un fong comensal de granotes i patogen dels mamífers.
- Conidiobolus coronatus,[3] un fong sapròfit de les fulles caigudes i patogen dels mamífers.
- Entomophaga maimaiga, un agent de biocontrol per algunes arnes.
- Entomophthora muscae, un patogen de la mosca comuna.
- Massospora spp., patògens de cigales periòdiques.

## Biologia
La majoria de les espècies dels Entomophthorales produeixen espores balístiques asexuals que es descarreguen. Quan no aterren en un hoste adequat, aquestes espores poden germinar per a fer formes d'espores alternatives, incloent espores adhesives dalt d'un prim conidiòfor anomenat capil·liconidiòfor.